# Michael E. Porter
Michael E. Porter (ur. 23 maja 1947 w Ann Arbor) – amerykański ekonomista, profesor, kierownik Instytutu Strategii i Konkurencyjności na Harvard Business School (HBS), światowej sławy ekspert w dziedzinie strategii organizacji i konkurencji.

## Życiorys
Uzyskał licencjat na kierunku Aerospace and Mechanical Engineering na Uniwersytecie Princeton (1969), tytuł MBA na Harvard Business School (1971) oraz doktora ekonomii Uniwersytetu Harvarda (1973). Zdobywca wielu nagród i wyróżnień w dziedzinie ekonomii, przez Stowarzyszenie Zarządzania Strategicznego uznany za najbardziej wpływowego badacza strategii przedsiębiorstw, sektora publicznego i organizacji non-profit.
Zajmuje się badaniem konkurencyjności przedsiębiorstw, sektorów, regionów i krajów. Autor takich koncepcji jak łańcuch wartości, Diament Portera, hipoteza Portera i pięć sił Portera. Rozwinął i spopularyzował w zarządzaniu koncepcję klastrów.
Autor kilkunastu książek i wielu artykułów w dziedzinie konkurencji, strategii konkurencji oraz konkurencyjności międzynarodowej. Doradca wielu największych amerykańskich i międzynarodowych przedsiębiorstw.

## Ważniejsze publikacje
- Strategia konkurencji. Metody analizy sektorów i konkurentów (1980)
- Przewaga konkurencyjna (1985)
- Competitive Advantage of Nations (1990)
- Porter o konkurencji (1998)